# Fotuto
Le fotuto (appelé aussi botuto au Venezuela ou pututu dans les Andes) est un instrument de musique à vent traditionnel du Costa Rica, de Cuba et du Venezuela,, issu de la culture amérindienne.

## Présentation
C'est une sorte de grande trompette en argile ou un coquillage qui produit un son fort et prolongé. Au Venezuela, le botuto est un mollusque (Lobatus gigas) de la mer des Caraïbes dont la coquille est utilisée comme une corne par les peuples indigènes et par les pêcheurs actuels.
Les Amérindiens Sálivas, entre autres, originaires du bassin du fleuve Orénoque au niveau de la jonction du Río Meta, les utilisent lors de leurs cérémonies.